# Lex Luger
Lex Luger, pseudonimo di Lawrence Wendell Pfohl, detto Larry (Buffalo, 2 giugno 1958), è un ex wrestler, ex giocatore di football americano ed ex culturista statunitense.
Ha lottato per diversi anni nella World Championship Wrestling, dove è anche stato due volte World Heavyweight Champion, e nella World Wrestling Federation.
È sotto contratto con la WWE dove collabora al Wellness Program.

## Carriera nel football americano
Larry Pfohl nacque a Buffalo, nello Stato di New York, secondogenito dopo il fratello Barry, da Roger Pfohl (di orine tedesca) e Marion Monteith (di origine scozzese), una giovane coppia che grazie alla comune passione per la musica si era conosciuta all'Università di Buffalo. In seguito nacque la sorella Barbara. Suo padre, che alla nascita del primogenito aveva lasciato gli studi per lavorare da guardia di sicurezza presso l'azienda produttrice di tergicristalli Trico, aprì poi con la moglie un business da accordatori, restauratori e commercianti di pianoforti, che si rivelò di successo.
Il giovane Larry crebbe praticando vari sport, scegliendo infine il basket come il preferito. Si iscrisse poi alla Orchard Park High School, a Orchard Park. Nell'adolescenza iniziò anche a fare palestra, e data la sua nuova struttura fisica venne inserito non nella squadra di basket, ma in quella di football americano della scuola, nel ruolo di guardia destra. Successivamente frequentò la Pennsylvania State University grazie ai meriti sportivi, giocando nella squadra universitaria dei Penn State Nittany Lions, ma dopo un anno, nel 1978, ritenne fosse meglio trasferirsi alla University of Miami, per giocare nei Miami Hurricanes allenati dal coach Lou Saban. A ottobre mise sottosopra il suo alloggio al campus, che condivideva con altri due compagni di squadra; perdonato dal coach, nel weekend durante la trasferta di Atlanta, svolgendo un gioco goliardico col compagno di stanza Tony Galante fece la stessa cosa con la stanza dell'hotel Marriott che li ospitava; ritornati a Miami il coach, che non poteva tollerare per il buon nome dell’università una devastazione in un'altra città e in un hotel, decise di convocarlo e di invitarlo a lasciare l'università, altrimenti ne sarebbe stato espulso. La faccenda venne fatta passare quindi per un allontanamento volontario per motivi personali, e Larry si trasferì da suo fratello Barry a Fort Lauderdale, trovando un impiego da buttafuori; la notizia del suo allontanamento venne però scoperta dai giornali. Intervistato dal Miami Herald, Larry si giustificò dicendo che se i coach li addestrano ad essere animali pazzi in campo, non possono pretendere che fuori dal campo ci si spenga come se si avesse un interruttore.
La sue qualità di giocatore erano però state notate in Canada, così nel 1979 iniziò la sua carriera di giocatore professionista nei Montreal Alouettes, nella Canadian Football League. Mercoledì 17 giugno 1981 sposò Peggy Fulbright. Firmò poi un contratto con i Green Bay Packers nella National Football League, ma non giocò mai neppure una partita, passando l'intero 1982 come riserva e infortunandosi anche all'inguine, e nel 1983 venne svincolato prima dell'inizio della stagione. Nel 1984, Pfohl terminò la sua carriera nel football nella United States Football League militando nei Memphis Showboats. Giocò anche brevemente per i Tampa Bay Bandits nella USFL, dove fu suo compagno di squadra il futuro campione WCW Ron Simmons.

## Carriera nel wrestling

### NWA Florida (1985–1986)
Nel 1985, Larry Pfohl incontrò in Florida Bob Roop, che rimase molto impressionato dal suo fisico da culturista e gli prospettò una carriera nel wrestling. Roop convinse l'esperto Hiro Matsuda ad allenarlo (Matsuda era stato in precedenza l'allenatore di Hulk Hogan e di "Mr. Wonderful" Paul Orndorff). Pfohl, dovendo essere un lottatore heel, adottò il ring name "Lex Luger" come omaggio a Lex Luthor, il cattivo del suo fumetto preferito Superman, e al revolver Luger, tedesco come le sue origini paterne, anche per fare da contraltare al telefilm del momento Magnum, P.I., che aveva il nome di un tipo di pistola; esordì nel settembre 1985.
Luger iniziò quindi a combattere nella NWA Florida. Ottenne la sua prima vittoria il 31 ottobre 1985 battendo Ed "The Bull" Gantner e vincendo il Southern Heavyweight Championship da Wahoo McDaniel il mese successivo.
A capodanno 1986 divenne padre per la prima volta, di Brian Pfohl.
Il 1º settembre 1986, lottò contro l'NWA World Heavyweight Champion Ric Flair all'evento Battle of the Belts, e il match terminò in parità dopo sessanta minuti di lotta.

### National Wrestling Alliance/World Championship Wrestling (1987–1992)

#### Four Horsemen (1987–1988)
Nel 1987, Luger iniziò a lavorare nella World Championship Wrestling, federazione all'epoca ancora affiliata alla National Wrestling Alliance, utilizzando il soprannome "The Total Package" e agendo da personaggio heel. Inizialmente venne accettato nei "Four Horsemen" di Ric Flair solo come membro esterno, ma quando Ole Anderson fu cacciato dal gruppo, Luger divenne un membro effettivo della stable a tutti gli effetti. Il suo primo feud di una certa caratura fu quello con Nikita Koloff, che sconfisse l'11 luglio 1987 strappandogli l'NWA United States Heavyweight Championship.
Detenne il titolo fino al primo pay-per-view NWA Starrcade del novembre 1987, dove perse la cintura in favore di Dusty Rhodes durante uno steel cage match. La sconfitta causò l'uscita di Luger dai Four Horsemen, dato che le interferenze del loro manager J. J. Dillon gli erano involontariamente costate il match.

#### Faida con i Four Horsemen (1988–1989)
Luger si schierò dalla parte dei "buoni" e si alleò con Barry Windham, suo vecchio amico dai tempi della Florida. I due formarono un tag team, che esordì il 27 marzo 1988 a Clash of the Champions sconfiggendo Tully Blanchard & Arn Anderson conquistando i titoli NWA World Tag Team Championship. Solo poche settimane dopo la vittoria dei titoli di coppia, Windham tradì Luger per unirsi ai Four Horsemen. Giorni dopo, era in programma l'annuale Jim Crockett Sr. Memorial Cup Tag Team Tournament. Luger, rimasto senza il partner, fu accoppiato con Sting (anche lui rimasto da solo dopo che il suo compagno di coppia Ronnie Garvin si era infortunato). L'improvvisata coppia vinse addirittura il torneo, sconfiggendo Blanchard e Anderson in finale.
Luger iniziò quindi un lungo feud con i Four Horsemen e in particolare con Windham. L'8 giugno a Clash of the Champions, venne annunciato che Luger sarebbe stato lo sfidante al titolo NWA di Flair durante Great American Bash del 10 luglio seguente. Quando Luger arrivò all'evento in limousine, venne subito assalito dai membri dei Four Horsemen, che lo lasciarono sanguinante e infortunato (kayfabe) nel parcheggio dell'arena. Luger partecipò ugualmente al match, ma proprio quando aveva imprigionato Flair nella sua presa di sottomissione "Torture Rack" e il campione stava per cedere, l'incontro venne interrotto bruscamente dall'arbitro per "eccessivo sanguinamento" da parte di Luger. Luger affrontò nuovamente Flair in molti rematch, ma non riuscì mai a strappargli il titolo mondiale NWA.

#### United States Heavyweight Champion (1989–1990)
Dopo il feud con Flair, Luger spostò le sue attenzioni verso il vecchio compagno Barry Windham, riuscendo a togliergli il titolo USA a Chi-Town Rumble.
In seguito, Luger perse la cintura a favore di Michael P.S. Hayes a WrestleWar 1989: Music City Showdown. Luger riconquistò il titolo U.S. da Hayes in un rematch un paio di settimane dopo, utilizzando delle scorrettezze durante il match per prevalere su Hayes. Il turn heel divenne "ufficiale" poco dopo, quando il 14 giugno a Clash of the Champions, Luger attaccò il popolare Ricky "The Dragon" Steamboat dopo che Steamboat aveva sconfitto Terry Funk per squalifica. Luger e Steamboat si affrontarono l'un l'altro a Great American Bash '89 in un match che Luger vinse per squalifica dell'avversario.
Sebbene all'epoca il primo sfidante al titolo mondiale detenuto da Ric Flair fosse Sting, il suo infortunio elevò Luger in cima alla lista per un match contro Flair. L'infortunato Sting presenziò all'angolo di Luger durante l'incontro, ma venne violentemente assalito da Ole e Arn Anderson. Quando Luger abbandonò il ring per aiutare Sting perse il match per count-out, giocandosi l'opportunità di vincere la cintura. L'idea della federazione era quella di presentare Luger come un "uomo cambiato" che aveva riguadagnato il rispetto dei fan salvando Sting.
Nell'aprile 1990 ebbe la figlia secondogenita Lauren Ashley Pfohl.
Luger perse il titolo U.S. contro Stan Hansen a Halloween Havoc '90, ma lo rivinse poco dopo a Starrcade 1990: Collision Course. Il terzo regno come campione USA di Luger durò la bellezza di 523 giorni, ancora oggi il regno più lungo nella storia della cintura. La WCW si separò dalla NWA nel 1991 e il titolo U.S. venne rinominato WCW United States Heavyweight Championship mentre era in possesso di Luger. Poi Lex iniziò un feud con Dan Spivey, che sconfisse a WrestleWar '91 mantenendo il titolo.

#### World Heavyweight Champion (1991–1992)
Quando nel 1991 Flair lasciò la WCW per accasarsi alla WWF, il titolo di campione mondiale che era ancora in suo possesso fu dichiarato vacante dai vertici della federazione, e i primi due sfidanti al titolo, Barry Windham e Luger, si affrontarono in un match nella gabbia al ppv The Great American Bash per determinare il nuovo campione. Durante il match, Harley Race e Mr. Hughes arrivarono a bordo ring "ordinando" a Luger di eseguire un piledriver su Windham. Luger obbedì, vincendo il titolo WCW World Heavyweight Championship per la prima volta e ridiventando contemporaneamente uno dei "cattivi".
Luger perse il titolo mondiale a SuperBrawl II, venendo sconfitto da Sting in maniera netta. Poco tempo dopo la sconfitta, Luger lasciò la WCW per dissidi economici con la società.

### World Bodybuilding Federation (1992)
Lex Luger entrò nella World Bodybuilding Federation di Vince McMahon, apparendo regolarmente come ospite fisso della trasmissione del sabato mattina WBF BodyStars. Fu anche deciso che avrebbe dovuto posare durante un pay-per-view WBF, ma rimase coinvolto in un incidente in moto e non poté partecipare all'evento. Quando guarì dai postumi dell'incidente, la WBF era già fallita.

### World Wrestling Federation (1993–1995)

#### The Narcissist (1993)
Dopo l'incidente e la chiusura improvvisa della WBF, Luger firmò per la World Wrestling Federation. Bobby "The Brain" Heenan lo introdusse nella federazione come personaggio heel con l'identità di "The Narcissist" Lex Luger durante la Royal Rumble del 1993. La sua gimmick prevedeva che posasse e si rimirasse i muscoli davanti allo specchio prima di ogni suo match. Il primo feud in WWF di Luger fu quello che lo vide contrapposto a Mr. Perfect. La rivalità si concluse a WrestleMania IX con la vittoria di Luger. A King of the Ring 1993, Luger venne eliminato ai quarti di finale dopo aver pareggiato per limite di tempo contro Tatanka.

#### The All-American (1993–1994)

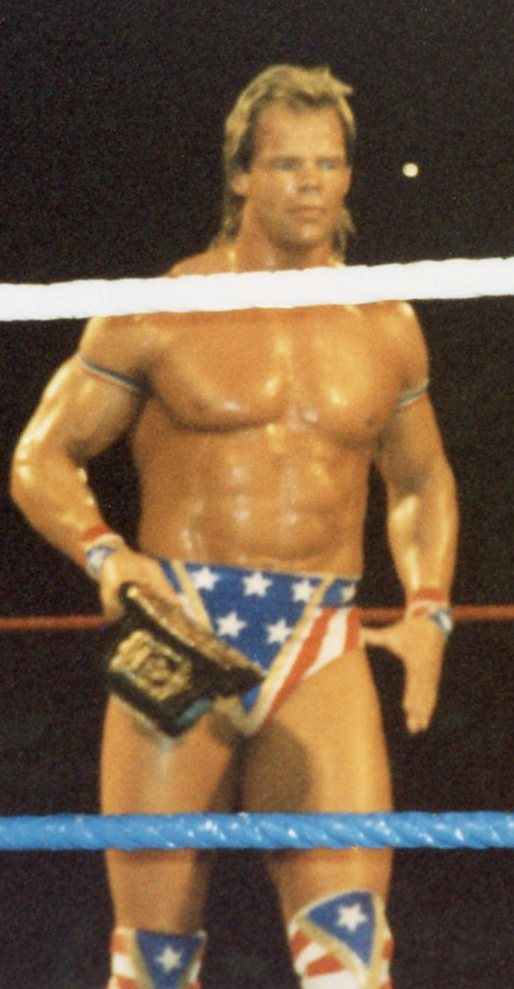
Lex Luger durante la sua gimmick di All-American (1993-94)

A metà 1993, quando Hulk Hogan lasciò la compagnia, Luger venne trasformato da personaggio heel a "top-face" patriottico della federazione, con i soprannomi "Made in the USA" e "The All-American". Il 4 luglio 1993, prese parte a un memorabile evento quando arrivò in elicottero sulla portaerei americana USS Intrepid e riuscì a effettuare un body slam schiacciando al tappeto l'enorme WWF Champion Yokozuna (che all'epoca pesava circa 270 kg) dopo che numerosi altri atleti, sia WWF sia no, avevano fallito nell'impresa.
A Summerslam affrontò nel main event il nipponico Yokozuna per il titolo WWF, vinto da quest’ultimo nel PPV King of the Ring contro Hulk Hogan, ma, nonostante la vittoria per count-out che quindi non decretó nessun cambio di titolo, esultó dopo il match ugualmente in modo stravagante. 
Durante le Survivor Series del 1993, Luger capitanò la squadra chiamata "All-Americans" (Lex Luger, The Undertaker, e gli Steiner Brothers) contro i "Foreign Fanatics" (Crush, Yokozuna, Ludvig Borga, e Quebecer Jacques). la patriottica squadra di Luger vinse il match quando Luger eliminò per ultimo Borga. Alla Royal Rumble del 1994, Luger vinse la "rissa reale" a pari merito con Bret Hart perché i due wrestler si eliminarono per ultimi in contemporanea. Di conseguenza, entrambi furono dichiarati primi sfidanti al titolo mondiale di Yokozuna a WrestleMania X. Luger, che fu sorteggiato come primo sfidante la sera di WrestleMania, venne squalificato nel suo match contro Yokozuna, mentre invece Hart riuscì a battere Yokozuna e a vincere la cintura. Partecipò al torneo King Of The Ring dove venne eliminato da Jeff Jarrett al primo turno per squalifica fuori dal ring, per via di una distrazione di Crush. Lex rese il favore a quest'ultimo durante il PPV della manifestazione ove era impegnato insieme a Yokozuna in un incontro per i titoli di coppia contro i campioni, gli Headshrinkers. La sua presenza fece infatti distrarre Crush mentre era impegnato sul ring, facendogli perdere l'incontro. Seguì un incontro tra i due dove Lex batté Crush con l'aiuto inaspettato di Ted Dibiase. Intraprese poi una faida contro Tatanka quando questi accusò Lex di essersi venduto a Dibiase ed essere entrato a far parte nella sua Million Dollar Corporation. Più volte però l'ex narcisista provò a smentire e cercò invano di farlo capire al nativo americano. Si decise dunque un incontro a Summerslam per chiudere definitivamente la questione. Dibiase intervenne durante il match distraendo Lex e facendo vincere Tatanka, rivelandosi costui l'uomo vendutosi al borioso milionario. La faida proseguì alle Survivor Series ove Lex guidò un gruppo denominato Guts and Glory e composto da Mabel, Smoking Guns e Adam Bomb contro la Million Dollar Team composta da Tatanka, Bam Bam Bigelow, Jimmy Del Ray, King Kong Bundy,Tom Prichard. Lex schienò Tatanka ma fu eliminato come ultimo uomo da Bundy, che vinse l'incontro insieme a Bam Bam Bigelow. Si aggiudicò l'ultimo match contro Tatanka superandolo in uno steel cage match grazie al suo bionic elbow.

#### The Allied Powers (1995)
All'inizio del 1995, Luger formò un tag team insieme a Davey Boy Smith, che prese il nome di The Allied Powers e che aveva come principale obiettivo la distruzione della Million Dollar Corporation di Ted DiBiase. Dopo qualche successo iniziale, con vittorie rimediate contro Heavenly Bodies e The Blu Brothers a WrestleMania XI, disputano un match per i titoli di coppia che persero contro i campioni Yokozuna e Owen Hart. Poi la coppia si sciolse. Lex e Davey Boy Smith avrebbero dovuto avere un rematch a SummerSlam, ma fu cancellato tutto perchè l'All American American aveva già preso accordi per lasciare la WWF. Partecipò ugualmente all'evento, svincolato da contratto, come special enforcer per l'incontro tra il campione WWF Diesel e Mabel. Otto giorni dopo tornò in WCW.

### Ritorno in WCW (1995–2001)
A fine agosto 1995, Luger tornò in WCW, facendo la sua comparsa durante un match tra Sting e Ric Flair. A Halloween Havoc '95, Luger ridiventò ufficialmente un heel, attaccando Hulk Hogan dopo il suo match contro The Giant entrando poi a far parte della stable di Kevin Sullivan detta "The Dungeon of Doom".
Anche da heel, Luger mantenne stranamente la sua amicizia con Sting. A Starrcade 1995, Luger partecipò alla World Cup of Wrestling WCW vs NJPW dove rappresentò la WCW vincendo un incontro con il rappresentante della NJPW Masa Chono. La sera stessa, Luger partecipò a un triple treat match con Sting e Ric Flair; che fu vinto da Flair quando Sting e Luger furono entrambi contati fuori dal ring. Il 22 gennaio 1996, Sting & Luger sconfissero gli Harlem Heat vincendo il World Tag Team Championship. Il 17 febbraio Luger sconfisse anche Johnny B. Badd facendo sua la cintura WCW World Television Championship, perdendola poi contro lo stesso avversario la sera dopo. Rivinse il titolo TV da Badd sconfiggendolo nuovamente il 6 marzo seguente.
Il Dungeon of Doom si alleò con i Four Horsemen per dare vita alla maxi-stable denominata Alliance to End Hulkamania, i cui principali rivali erano Hulk Hogan e Randy Savage. A Uncensored, nove membri dell'Alliance parteciparono a un "Tower of Doom Steel Cage match", non riuscendo però a prevalere contro il team composto da Hogan e Savage. Luger venne incolpato della sconfitta perché aveva accidentalmente colpito il compagno di squadra Ric Flair, e fu estromesso dalla stable, ridiventando uno dei "buoni".

#### Faida con il New World Order (1996–1997)
Durante l'estate, Luger iniziò un feud con The Giant per il WCW World Heavyweight Championship, affrontandolo senza successo, a Great American Bash '96. Poi fu la volta della faida con Scott Hall e Kevin Nash, entrambi ex wrestler WWF, cha avevano iniziato ad apparire durante le trasmissioni televisive WCW affermando di essere arrivati nella federazione per "distruggerla" dall'interno. Randy Savage, Luger e Sting si schierarono subito contro i nuovi arrivati che si facevano chiamare gli Outsiders, e contro il loro terzo misterioso alleato che sarebbe stato rivelato a Bash at the Beach '96. Nei primi minuti del match, Luger subì un infortunio grave (kayfabe), e dovette abbandonare il ring lasciando Sting e Savage da soli. Quando fu rivelato che il partner misterioso di Hall & Nash era Hulk Hogan, Savage e Sting furono facile preda dei tre, che proclamarono poi la nascita ufficiale del New World Order.
Luger continuò la sua lotta contro l'nWo, scontrandosi con molti dei suoi membri. A SuperBrawl VII, Luger, in coppia con The Giant, sconfisse gli Outsiders vincendo le cinture World Tag Team Championship, ma i titoli vennero riassegnati d'ufficio a Hall e Nash dal presidente WCW Eric Bischoff, diventato anche lui membro dell'nWo. A Bash at the Beach '97, Luger e The Giant sconfissero Hogan e la star del basket Dennis Rodman. Il 4 agosto 1997, durante una puntata di Nitro, Luger sconfisse Hogan vincendo il suo secondo titolo di World Heavyweight Champion, ma riperse la cintura contro Hollywood Hogan solo cinque giorni dopo a Road Wild.
Nella prima metà del 1998, Luger ebbe un feud con Savage e lo sconfisse sia a Souled Out sia a SuperBrawl VIII. Il suo ultimo feud importante con l'nWo fu quello con Scott Steiner, che Luger batté a Uncensored '98.

#### nWo Wolfpac (1998–1999)

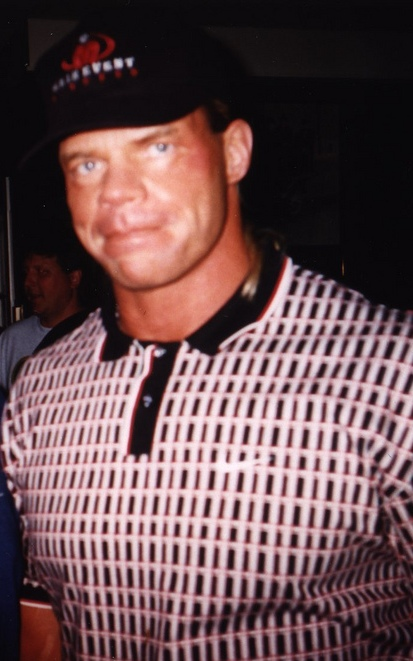
Lex Luger nel 1998

Dopo la lunga guerra contro l'nWo, Luger si unì all'nWo Wolfpac, la fazione "buona" dell'nWo. Luger ebbe parte fondamentale nella lotta del gruppo contro Hogan e la sua nWo Hollywood, riuscendo persino a convincere il vecchio amico Sting, da sempre contrario a qualsiasi tipo di nWo, a unirsi alla fazione Wolfpac. Il 10 agosto 1998, Lex sconfisse Bret Hart vincendo per la quinta volta il titolo United States Heavyweight Championship, per poi cederlo nuovamente a Hart la sera seguente a Thunder. Poco tempo dopo si ritirò momentaneamente a causa di un reale infortunio a un bicipite.

#### Total Package (1999–2001)
Lex Luger tornò nel corso del 1999 a WCW Monday Nitro iniziando ad affiancarsi a Sting, suo amico di lunga data. Lex inizia ad insinuare dubbi nell'amico riguardo ad Hollywood Hogan, di recente tornato tra le file dei buoni ed alleatosi con lo stesso Stinger, affermando che Hogan è in realtà lo stesso traditore e manipolatore che era ai tempi del nWo e che, al momento opportuno, lo pugnalerà alle spalle. Di settimana in settimana, Luger porta prove che fanno vacillare la fiducia dell'amico nel nuovo alleato mentre Hogan, tornato nel frattempo a vestire i suoi classici colori giallo e rosso, accusa Lex di voler manipolare Sting con prove fuorvianti e fuori contesto. Hulk e Sting si affrontano in un match con in palio il World Heavyweight Championship in una puntata di Nitro, che si conclude però in un nulla di fatto a causa dell'interferenza di Sid Vicious e Rick Steiner. Hogan promette quindi a Sting una rivincita per il titolo, da svolgersi al ppv Fall Brawl. Durante il match, Luger interviene in favore di Sting e questi decide di tradire Hogan, colpendolo con la sua mazza da baseball e vincendo il titolo.
Dopo Fall Brawl, Luger affermò che il personaggio chiamato "Lex Luger" era "morto" e che d'ora in poi si sarebbe chiamato solo "The Total Package". Esordì a WCW Monday Nitro nell'ottobre 1999 con uno strambo stile alla Terminator, simbolizzante la sua "rinascita", e portando come sua manager Miss Elizabeth.
Tra novembre e dicembre 1999, The Total Package iniziò ad avere qualche screzio con il vecchio amico Sting. Iniziò anche a trattare male Miss Elizabeth, la qual cosa fece intervenire Sting. A Starrcade 1999, Sting e The Total Package si affrontarono in un match durante il quale Miss Elizabeth tradì la fiducia di Sting. Nel febbraio 2000 formò un tag team con Ric Flair dal nome "Team Package" con l'obiettivo di annientare l'Hulkmania. Il team si scontrò con Sting e Hulk Hogan fino all'aprile 2000, periodo in cui Vince Russo formò la fazione heel del New Blood (costituito dalle "nuove leve") al quale lo stesso Luger si oppose unendosi alla contrapposta fazione del Millionaires Club (di cui Flair, Hogan e Macho Man, fra i vari, erano parte). 
Nell'episodio di Nitro del 20 novembre 2000, affrontò il campione Booker T per il titolo mondiale, senza tuttavia riuscire a vincere. Poco più tardi cominciò una faida con Bill Godlberg, che culminò in uno scontro tra i due a Mayhem e successivamente a Starrcade 2000, dai quali Goldberg emerse vincitore. Successivamente, all'evento PPV Sin di gennaio 2001, in coppia con Buff Bugwell (con il quale aveva formato un tag team chiamato "Totally Buff") riuscì a sconfiggere Goldberg e il suo allenatore Dwayne Bruce, e come da stipulazione Goldberg fu costretto a ritirarsi. Il team di Luger e Bagwell andò successivamente a coinfluire nella neonata fazione dei Magnificent 7, i cui altri membri erano Ric Flair, Scott Steiner (al momento campione mondiale), Rick Steiner (campione U.S.), Road Warrior Animal, e Jeff Jarrett. Luger rimase nella stable fino all'acquisto della WCW da parte della WWE nel marzo del 2001. Luger fu tra i pochi wrestler WCW a non essere stati assunti dalla nuova gestione.

### Total Nonstop Action Wrestling (2003, 2006)

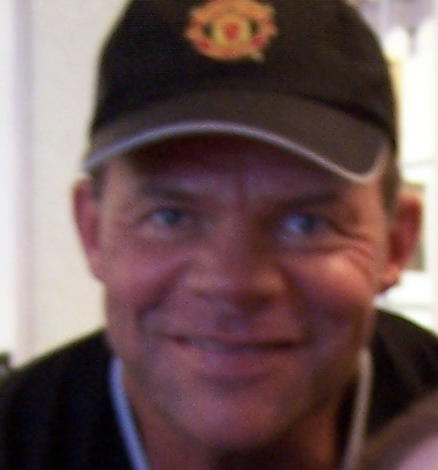
Lex Luger

A fine 2003 Luger ritornò a lottare per un breve periodo nella Total Nonstop Action Wrestling e il 12 novembre lottò in coppia con Jeff Jarrett in un match perso contro Sting e A.J. Styles. 

Nel 2006 ritornò nella TNA come "preparatore atletico" di Sting in vista del suo match contro Jarrett che si sarebbe tenuto a Bound for Glory.

### Ritorno in WWE (2011-presente)
Luger torna nella WWE nel 2011 per lavorare al Wellness Program, dando consigli ai wrestler su come allenarsi, alimentarsi e prendersi cura del proprio corpo, senza adottare l'uso di steroidi o altri medicinali, cercando di non ripetere gli errori commessi dai vari wrestler degli anni ottanta e novanta.

## Vita privata
Luger è un cristiano rinato; lo ha dichiarato il 26 settembre 2006 nel corso di un'intervista nel programma di Trinity Broadcasting Network condotto da Sting.

### Problemi con la giustizia
Il 19 aprile 2003 Luger restò coinvolto in una lite domestica con Elizabeth Hulette, la sua compagna dell'epoca, che presumibilmente picchiò nel garage della loro residenza: i poliziotti trovarono la Hulette con gli occhi tumefatti, un bernoccolo in testa e il labbro ferito. Luger fu incriminato per percosse e multato per 2 500 dollari; due giorni dopo venne arrestato per guida in stato di ebbrezza: durante la perquisizione dell'auto i poliziotti trovarono anche una pistola calibro 9 mm (il cui possesso è legale nello Stato della Georgia). La Hulette era in auto con Luger e fu riaccompagnata a casa in taxi. Infine gli agenti notarono in seguito che Luger, in evidente stato confusionale, stava guidando con la patente scaduta.
Nel dicembre 2005 Luger, insieme ai wrestler Marcus Bagwell e Scott Steiner, fu arrestato durante un volo da Minneapolis a Winnipeg: i tre furono trattenuti per diverse ore prima che Bagwell e Steiner fossero rilasciati, mentre Luger venne imprigionato a causa delle sue continue offese ai pubblici ufficiali. Luger fu detenuto nella prigione della Contea di Hennepin per un periodo di due settimane per poi essere estradato in Georgia in attesa del processo fissato per il 22 dicembre 2005. Al processo Luger fu condannato in via definitiva a nove settimane di carcere e fu rilasciato nel febbraio 2006.

### La morte di Elizabeth

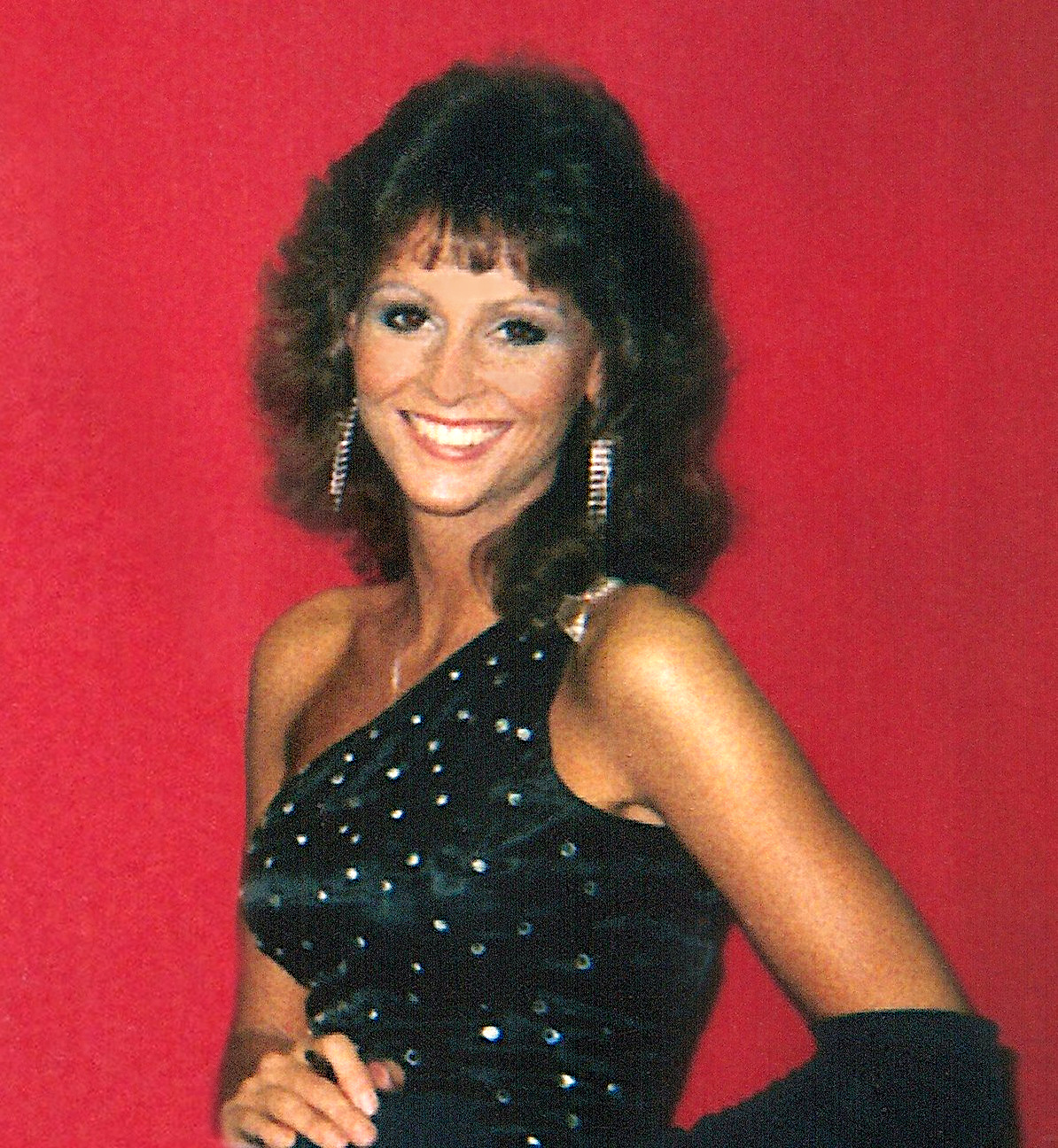
"Miss" Elizabeth Hulette

Il 1º maggio 2003 Luger telefonò al pronto intervento dalla sua casa di Marietta affermando che Elizabeth non respirava più: la donna non rispose alle sollecitazioni della respirazione bocca a bocca e i paramedici la portarono d'urgenza all'ospedale, dove fu dichiarata ufficialmente morta. La causa del decesso fu in seguito determinata in overdose per l'assunzione di sostanze "tossiche" mischiate ad alcool. Luger venne arrestato il giorno dopo il decesso di Elizabeth, quando una perquisizione nel suo appartamento aveva fatto scoprire alla polizia ingenti quantità di sostanze illecite inclusi svariati steroidi anabolizzanti, OxyContin, ormoni della crescita sintetici, testosterone, temazepam e alprazolam. Il 3 febbraio 2005, al processo, Luger si dichiarò colpevole di detenzione di sostanze illecite per uso personale: venne multato di 1 000 dollari e condannato a cinque anni di libertà vigilata.

### Lo spinal stroke
Il 19 ottobre 2007 Luger ebbe dei seri problemi a un nervo del collo, tali da restare parzialmente paralizzato; qualche tempo dopo l'accaduto, Luger sostenne che i dottori non riuscivano a spiegare come ciò fosse potuto accadere e non erano in grado di dire se la sua condizione fosse momentanea o permanente. A circa un mese di distanza da quello che i medici in seguito definirono uno "spinal stroke" (lett. "colpo alla colonna vertebrale"), Luger fu trasferito dall'ospedale californiano dove era ricoverato a una struttura di Atlanta. Il wrestler continuò ad avere gravi problemi di deambulazione, non potendo muovere né le gambe né le braccia. La settimana successiva a quella in cui è stato vittima del colpo Luger avrebbe dovuto sottoporsi a un intervento per la sostituzione dell'anca, senza il quale, a detta dei medici, sarebbe stato impossibile per lui continuare a camminare.
In un'intervista concessa a una radio, l'ex wrestler e amico di Luger Nikita Koloff ha raccontato di come, costretto su una sedia a rotelle, stia gradualmente migliorando: ha infatti ricominciato ad alzare entrambe le gambe, a muovere il dorso e a stringere una lattina in mano. Nel corso della stessa intervista, Koloff ha riportato una frase di Luger circa la possibilità di passare l'intera vita sulla sedia a rotelle: "[...] and if I never walk again, I'll be the best wheelchairer for Jesus, you've ever seen." ("[...] e se non dovessi mai più camminare, sarò la migliore sedia a rotelle per Gesù che tu abbia mai visto"), ribadendo che la sua vita è ora dedicata al servizio di Dio. Nel mese di marzo 2008 è stato dimesso dall'ospedale.

## Personaggio

### Mosse finali
- Ace is the Place Elbow / (Running forearm smash)[52]
- Attitude Adjustment (Texas Piledriver)[53]
- Rebel Rack / Torture Rack (Backbreaker rack)[52]

### Manager
- Harley Race
- Miss Elizabeth
- Bobby "The Brain" Heenan
- James J. Dillon
- Jimmy Hart[54]

## Titoli e riconoscimenti
Jim Crockett Promotions / World Championship Wrestling
- NWA United States Heavyweight Championship (4)
- NWA World Tag Team Championship (Mid-Atlantic version) (1 - con Barry Windham)
- WCW United States Heavyweight Championship (1)
- WCW World Heavyweight Championship (2)
- WCW World Tag Team Championship (2 - 1 con Sting - 1 con The Giant)
- WCW World Television Championship (2)
- Jim Crockett, Sr. Memorial Cup Tag Team Tournament (1988) - con Sting

Pro Wrestling Illustrated
- Comeback of the Year (1993)
- Feud of the Year (1987) Four Horsemen vs. Super Powers & Road Warriors
- Feud of the Year (1988, 1990) vs. Ric Flair
- Match of the Year (1991) con Sting vs. The Steiner Brothers a SuperBrawl
- Most Popular Wrestler of the Year (1993)
- Rookie of the Year (1986)
- Wrestler of the Year (1997)
- 2º tra i 500 migliori wrestler singoli nella PWI 500 (1991)
- 20º tra i migliori 500 wrestler singoli nella "PWI Years" del 2003[55]

World Wrestling All-Stars
- WWA World Heavyweight Championship (1)

World Wrestling Federation
- Royal Rumble (1994) - vittoria ex aequo con Bret Hart
- Yokozuna Bodyslam Challenge Winner (1993)

Wrestling Observer Newsletter
- Worst Worked Match of the Year (1996) Arn Anderson, Meng, The Barbarian, Ric Flair, Kevin Sullivan, Z-Gangsta e The Ultimate Solution vs. Hulk Hogan & Randy Savage, Uncensored, Towers of Doom match, Tupelo, Mississippi, 24 marzo
- Most Improved (1989)